# Pfarrhaus (Schwimbach)
Das Pfarrhaus in Schwimbach, des Marktes Thalmässing im mittelfränkischen Landkreis Roth, wurde Ende 17. Jahrhundert bzw. Anfang des 18. Jahrhunderts erbaut. Das  Pfarrhaus mit der Adresse Schwimbach 1 ist ein geschütztes Baudenkmal und beherbergt ehemals den Pfarrer der evangelischen Pfarrei Schwimmbach.
Das zweigeschossige Pfarrhaus ist ein giebelständiger Satteldachbau mit Fachwerkobergeschoss und -giebel. 
Die Pfarrscheune ist ein giebelseitiger Fachwerkbau mit Satteldach und Aufzugsdächlein. Sie wurde im 18. Jahrhundert erbaut. Eine weitere Scheune mit Satteldach und Gaube wurde um den Jahrhundertwechsel zum 19. Jahrhundert erbaut. Zur gleichen Zeit wurde das ehemalige Waschhaus, ein Steilsatteldachbau mit Fachwerkgiebel, und ein Hofummauerung mit Toreinfahrt errichtet.